# Polygonum ajanense
Polygonum ajanense là một loài thực vật có hoa trong họ Rau răm. Loài này được (Regel & Tiling) Grig. miêu tả khoa học đầu tiên năm 1936.